# آناکیوا (تگزاس)
آناکیوا (به انگلیسی: Anacua) یک منطقهٔ مسکونی در ایالات متحده آمریکا است که در تگزاس واقع شده‌است. آناکیوا ۱۲ نفر جمعیت دارد.